# 안동 흥해배씨 임연재종택
안동 흥해배씨 임연재종택(安東 興海裵氏 臨淵齋宗宅)은 경상북도 안동시 송천동에 있는 건축물이다. 1973년 8월 31일 경상북도의 유형문화재 제25호 금역당사당 및 종가(琴易堂祠堂 및 宗家)로 지정되었다가, 2010년 8월 2일 안동 흥해배씨 임연재종택(安東 興海裵氏 臨淵齋宗宅)으로 명칭이 변경되었다.

## 개요
조선 명종 13년(1558) 임연재 배삼익이 지은 배씨 종택이다. 원래 예안면 도목동에 있었으나, 안동댐 건설로 1973년 지금의 자리로 옮겼다.
몸채, 금역당, 사당의 3개의 건물로 구성돼 있다. 몸채는 앞면 5칸·옆면 6칸 규모의 1층 건물로, 지붕 옆면이 사람 인(人)자 모양인 맞배지붕으로 되어있다. 별당건물인 금역당은 건물 이름을 배삼익의 아들 배용길(1556∼1609)의 호에서 따온 것이다. 여기에는 이퇴계가 직접 썼다고 전하는 '임연재(臨淵齋)', '도목촌(桃木村)'이라는 액자가 있다. 사당은 맞배지붕에 앞면 3칸·옆면 2칸 규모이다.

## 건축사적 의미
조선시대 상류주택 건축 변화의 산 증인이라 할 수 있다.
금역당구가도(琴易堂舊家圖)에 의하면 원래 임연재종택은 56칸에 이르는 방대한 규모로, '가례'에 따라 성리학적 이념을 철저히 지키고자 하는 사대부의 철학이 반영됐다. 16세기 당시의 구조는 '정침, 중당'이라 불리는 중심건물이 남북으로 위치하고 좌,우로 공간을 확장해, 옆으로 누운 "日(날 일)"자 형태였다.18세기 대대적인 개축이 이루어진 후 오늘날의 "口"자 형태가 됐다. 개축 이유는 성리학 이념에 따른 구조가 통풍, 채광, 동선에 불리했다는 점, 그리고 온돌난방의 보편화였다.

## 명칭 변경사유
현재의 문화재 명칭인 “금역당사당 및 종가(琴易堂祠堂 및 宗家)”는 종택을 구성하는 건물의 이름을 나열한 것으로 보인다. 사당에는 퇴계의 문인이었던 임연재(臨淵齋) 배삼익(裵三益)의 위패가 불천위로 배향되고 있으며, 향촌에서도 이 집을 임연재 종택으로 호칭하고 있다.
따라서, 소유자 요청에 따라 문화재 명칭을 "안동 흥해배씨 임연재종택"으로 변경한다.

## 참고 자료
- 금역당사당 및 종가 - 국가유산청 국가유산포털
- 이종서 《조선전기 ‘향단형(香壇型)’ 주택의 건축과 공간 구획의 특징》대한건축학회 논문집:계획계. Vol.32 No.7 [2016]
- 이종서 《흥해배씨 종가 금역당(琴易堂)의 건축과 조선후기의 구조 변화/건축이념 및 실용성과 관련하여》건축역사연구(한국건축역사학회지). Vol.25 No.4(통권 107호)